# Синусит
Синуси́т (новолат. sinusitis, от лат. sinus — пазуха и лат. -itis — суффикс, означающий воспаление; синонимы: синуи́т, ри́носинусит) — воспаление слизистой оболочки одной или нескольких придаточных пазух носа. Может возникнуть как осложнение при остром насморке, гриппе, других инфекционных заболеваниях, а также после травм лицевой области. Синусит могут вызывать как вирусы, так и бактерии. Основными симптомами является тяжесть в околоносовой или лобной области, боль при резких движениях головой, густые выделения из носа, повышенная температура. У детей следует подозревать развитие синусита, если после стихания явлений насморка через несколько дней вновь поднимается температура и появляются густые выделения из носа. Диагноз синусит чаще всего ставится именно у детей в возрасте 3-15 лет. Лечение синусита включает дренаж пазух и антимикробную терапию, вирусные синуситы не требуют применения антибиотиков.

## Классификация
По характеру течения:
- Острые — 750 374 диагноза в год
- Хронические — 1 863 757 диагнозов в год

По форме:
- Экссудативные:

Серозные
Катаральные
Гнойные
- Продуктивные:

Пристеночно-гиперпластические
Полипозные
По этиологическому фактору:
- Травматические
- Вирусные (развиваются после ОРВИ)
- Бактериальные
- Грибковые (чаще как суперинфекция)
- Смешанные
- Аллергические.[5]
- Медикаментозные

Септический и асептический
По месту локализации выделяют:
1. Гайморит (синусит верхнечелюстной пазухи) — воспаление слизистой оболочки верхнечелюстной придаточной пазухи;
2. Фронтит (синусит лобной пазухи) — воспаление слизистой оболочки лобной придаточной пазухи;
3. Этмоидит — воспаление слизистой оболочки ячеек решётчатой кости;
4. Сфеноидит — воспаление слизистой оболочки клиновидной пазухи.

В случае вовлечения в воспалительный процесс всех пазух одной половины лица заболевание имеет название гемисинусит, а обеих половин лица — пансинусит.
По тяжести течения выделяют:
— лёгкое (заложенность и обструкция, слизистые и слизисто-гнойные выделения, температура тела до 37,5 С, толщина слизистых оболочек на рентгенограмме до 6 мм)
— среднетяжёлое (заложенность и обструкция, гнойные выделения, температура тела свыше 37,5 С, толщина слизистых оболочек на рентгенограмме свыше 6 мм, полное затемнение или уровень жидкости в 1-2 синусах)
— тяжёлое течение (заложенность и обструкция, обильные гнойные выделения, температура тела свыше 38,0 С, полное затемнение или уровень жидкости более, чем в 2 синусах, изменения гемограммы воспалительного характера, орбитальные, внутричерепные осложнения или подозрение на них).

## Предрасполагающие факторы
1. Врождённые нарушения развития анатомических структур полости носа
2. Полипозные разрастания в воздушных проходах
3. Аллергические риниты
4. Искривление носовой перегородки
5. Острая респираторная вирусная инфекция (ОРВИ)
6. Перфорация гайморовой пазухи

## Симптомы
- Появляются неприятные ощущения в носу и околоносовой области, переносице или над глазом, которые постепенно усиливаются. Боли менее выражены утром, к вечеру нарастают. Постепенно боль «теряет» определённое место, и у пациента начинает болеть голова. Если процесс односторонний, то боли отмечаются с одной стороны.
- Затруднение носового дыхания. У пациента заложен нос. Голос приобретает гнусавый оттенок. Как правило, заложены обе половины носа. Затруднение носового дыхания — постоянное или с небольшими облегчениями. Возможна попеременная заложенность правой и левой половин носа.
- Насморк. В большинстве случаев у больного наблюдаются слизистые (прозрачные) или гнойные (жёлтые, зелёные) выделения из носа. Этого симптома может не быть, если сильно заложен нос, так как затруднён отток из пазухи (об этом упоминалось выше).
- Повышение температуры тела до 38 °C и выше. Как правило, этот симптом наблюдается при остром гайморите. При хроническом процессе температура тела повышается редко.
- Общая слабость. Выражается также в утомляемости, пациенты отказываются от пищи, у них нарушается сон.
- Частое чихание, может болеть горло.

## Виды синуситов

### Гайморит
Гайморит (максиллит) — воспаление верхнечелюстной (гайморовой) придаточной пазухи носа, возникает как осложнение при остром насморке, гриппе, кори, скарлатине и других инфекционных заболеваниях.
Придаточные пазухи носа представляют собой образование в виде небольших пещерок, имеющих сообщение с полостью носа. Другое название этого образования — гайморова пазуха, или гайморов синус (новолат. sinus Highmori).
Основной причиной возникновения гайморита является инфекция — бактерии или вирусы проникают в гайморову пазуху через полость носа, через кровь, а чаще всего из-за патологических процессов в периапикальных областях верхних зубов и вызывают воспалительный процесс.
Диагностика гайморита проводится путём осмотра врача, а также на основании симптомов.
Перечень симптомов гайморита:
- слизистые выделения из носа;
- чувство сильного давления в области пазух;
- бессонница;
- затрудненное дыхание;
- постоянная усталость;
- по очень высокой температуре можно распознать гайморит;
- бывают такие симптомы у гайморита: озноб, сильный кашель, недомогание, боль в области всей головы.

Одним из основных симптомов гайморита является тянущая боль, которая возникает при наклоне туловища вперёд. Подтверждение диагноза производится на основании рентгеновского снимка.
Гайморит лечится назначением антибиотиков широкого действия, промыванием антисептиками носа. Также врачи назначают для лечения сосудосуживающие препараты. Если же гайморит вызван аллергией, то назначаются антигистаминные средства.

#### Виды гайморита
По этиологии:
1. Инфекционный
2. Вазомоторный
3. Аллергический
4. Аэросинусит

По способу проникновения инфекции:
1. Гематогенный
2. Назальный
3. Одонтогенный
4. Травматический.

### Этмоидит
Острый этмоидит с поражением костных стенок наблюдается преимущественно при скарлатине. Неблагоприятные условия оттока из-за отёка слизистой оболочки могут привести к образованию эмпиемы. Заболевание передних клеток решётчатого лабиринта протекает обычно одновременно с поражением гайморовой и лобной пазух, а задних — с воспалением клиновидной пазухи.
При затруднённом оттоке гноя воспалительный процесс может распространяться на глазничную клетчатку. В подобных случаях отекают веки, а глазное яблоко отклоняется кнаружи (эмпиема передних решётчатых клеток) или выпячивается и отклоняется кнаружи (эмпиема задних решётчатых клеток).
Хронические этмоидиты бывают катаральные и гнойные. Утолщение слизистой может сопровождаться развитием грануляций и полипозных перерождений не только в самих клетках, но и в среднем ходе и на средней раковине.

### Сфеноидит
Сфеноидит встречается редко и обычно обусловлен распространением воспалительного процесса из решётчатого лабиринта — его задних клеток.
Головная боль чаще всего локализуется в области темени, в глубине головы и затылка, глазнице. При хронических поражениях боль ощущается в области темени, а при больших размерах пазух может распространяться и на затылок. При одностороннем сфеноидите наблюдается односторонний боковой фарингит.
Иногда больные жалуются на быстрое снижение зрения, что связано с вовлечением в процесс перекреста зрительных нервов. Хронический сфеноидит может протекать и со слабовыраженной симптоматикой. Большое значение в диагностике сфеноидита имеет рентгенологическое исследование. Тяжёлым осложнением гнойного сфеноидита является менингит, тромбоз пещеристого синуса и поражение зрительных нервов.

### Фронтит
Фронти́т — воспаление лобной придаточной пазухи носа. Причины те же, что и при воспалении гайморовой пазухи. Протекает значительно тяжелее, чем воспаление других придаточных пазух носа. Недостаточное дренирование лобной пазухи, обусловленное гипертрофией средней раковины, искривлением носовой перегородки, способствует переходу острого фронтита в хроническую форму. Чаще наблюдается у мужчин в связи с повышенным травматизмом носовой перегородки.
Отличается болью в области лба, особенно по утрам. Боль нередко невыносимая, приобретает неврологический характер. В тяжёлых случаях — боль в глазах, светобоязнь и снижение обоняния. Головная боль стихает после опорожнения пазухи и возобновляется по мере затруднения оттока.
При остром гриппозном фронтите температура тела повышена, иногда изменён цвет кожных покровов над пазухами, отмечаются припухлость и отёчность в области лба и верхнего века, являющиеся следствием расстройства местного кровообращения (коллатеральный отёк).
Иногда воспалительный процесс переходит на надкостницу и кость с её некрозом и образованием секвестров, свищей. При некрозе задней стенки пазухи могут развиться экстрадуральный абсцесс, абсцесс головного мозга или менингит.

### Гаймороэтмоидит
Гаймороэтмоидит — это воспалительное заболевание лабиринта решётчатой слизистой и гайморовой пазухи. Болезнь может протекать в хронической и острой формах. Хронический гаймороэтмоидит отличается более сглаженными симптомами и, обыкновенно, труднее лечится. Острая форма болезни имеет ярко выраженные симптомы. Лечение гаймороэтмоидита подразумевает комплексный подход. Этмоидит — это воспаление слизистой в ячейках решётчатой пазухи. Эта болезнь протекает довольно тяжело. Однако при своевременном и адекватном лечении прогноз благоприятный. При отсутствии лечения возможны различные осложнения, в том числе и опасные для жизни.
Возможные причины возникновения патологии:
- вирусная инфекция
- проникновение вредоносных микроорганизмов
- грибковая инфекция
- аллергические реакции
- травмы

Часто именно эти факторы являются причинами развития данного заболевания. Однако также возникновению гаймороэтмоидита может сильно поспособствовать наличие запущенного кариеса в зубах верхней челюсти. Воспаление распространяется к верхнечелюстной пазухе, что может запустить развитие гайморита и этмоидита при ослаблении общей резистентности организма.
Заболевание наиболее часто возникает в том случае, когда организм и иммунная система ослаблены.

## Диагностика синуситов
Диагноз ставится на основании данных анамнеза, клинического обследования и результатов дополнительных методов исследования, в частности, рентгенографии, целью которой является выявление затемнений в поражённых пазухах носа или компьютерной томографии придаточных пазух носа, а также риноскопии, в процессе которой выявляются изменения в слизистой полости носа и полипы.

## Прогноз
Условно благоприятный, при своевременно начатом адекватном лечении заболевание излечивается без последствий, трудоспособность полностью восстанавливается. В случае отсутствия адекватной медицинской помощи возможно развитие опасных для жизни осложнений.

## Лечение синуситов
Главные цели лечения синуситов — эрадикация (устранение) инфекции, снижение выраженности и длительности симптомов и предотвращение осложнений. Достигается это путём обеспечения дренажа пазух и системного применения антибактериальных препаратов с обязательным учётом чувствительности к ним микроорганизмов.
Дренаж пазухи может быть обеспечен консервативными и хирургическими методами. Наиболее агрессивному лечению подвергаются пациенты палат интенсивной терапии с синуситом во избежание серьёзных септических осложнений.
Хирургическая пункция пазух применяется с целью удаления густого гнойного содержимого пазух. Задача хирургического дренажа — очистить пазухи от гноя и получить материал для посева на чувствительность к антибиотикам. Хирургический дренаж должен применяться в случаях, когда консервативные методы не дают эффекта, симптомы сохраняются длительно, либо при осложнениях синусита. Другим показанием к пункции пазухи является сложность с выбором антибиотика, низкая результативность антибактериальной терапии. В этом случае можно более точно подобрать препарат, к которому у микробов не будет устойчивости.

### Симптоматическая терапия
Симптоматическая и вспомогательная терапия включает:
- увлажнение воздуха в комнате
- обильное питьё
- запрет на курение
- сбалансированное питание
- ненаркотические анальгетики

Антигистаминные средства не рекомендованы, и их положительный эффект не был доказан при синуситах. Местные сосудосуживающие препараты (оксиметазолин и т. п.) могут быть использованы для уменьшения отёчности слизистой оболочки. Длительность их применения не должна быть более 3 дней во избежание рикошетного отёка.
15—21-дневные курсы местных стероидов способны уменьшить симптомы в сравнении с плацебо.

. Системные стероиды не показали пользы при синуситах. Для уменьшения ринореи (выделений из носа) может использоваться ипратропия бромид 0,06 % местно. Выполняют промывание носа антисептическими растворами (например, мирамистином, фурацилином, натрия гипохлоритом
).

### Антимикробная терапия
Риносинуситы, вызванные вирусами, не требуют применения антибиотиков. Стандартные препараты для лечения вирусных синуситов включают топические стероиды, деконгестанты, муколитики и солевые интраназальные растворы (спреи).
Антимикробная терапия является основой лечения бактериальных синуситов. Выбор антибиотика зависит от того, является ли синусит острым, хроническим или возвратным. При этом должны учитываться его эффективность, стоимость и вероятность побочных эффектов.
В клинически диагностированных случаях острых синуситов немногочисленные данные рандомизированных контролируемых исследований подтверждают эффективность антибиотиков. Особенно значительна роль антибиотикотерапии в лечении синусита верхнечелюстной пазухи (гайморита), подтверждённого рентгенографическими и бактериологическими исследованиями.
Основываясь на обзоре литературы, Kaper et al сделали заключение, что ни одно исследование не показало в достаточной мере, отличается ли эффективность антибиотикотерапии в случае повторного острого риносинусита в сравнении с таковой у больных первичным острым синуситом. Таким образом, авторами было сделано заключение, что назначение антибиотиков в случаях повторного синусита должно основываться на тех же критериях, что и при острых эпизодах этой болезни.
Антибиотики показаны при синуситах с подозрением на их бактериальную природу, включая синусит тяжёлой степени или включающий лобные, этмоидальные и клиновидную пазухи, из-за большего риска осложнений при данных локализациях. Пенициллины, цефалоспорины и макролиды показывают одинаковую эффективность. Многие специалисты рекомендуют 10—14-дневный курс амоксициллина 500 мг 3 раза в день в качестве терапии первой линии.
При назначении антибиотика обязательно должна учитываться чувствительность флоры и её устойчивость к данному препарату.
Рейтинг эффективности антибиотиков при бактериальных синуситах примерно следующий:
- Левофлоксацин, моксифлоксацин и амоксициллин/клавуланат — более 90 %.
- Амоксициллин в высоких дозах, цефподоксим проксетил, цефиксим, цефуроксим аксетил и триметоприм-сульфаметоксазол — 80—90 %.
- Клиндамицин, доксициклин, цефпрозил, азитромицин, кларитромицин и эритромицин — 70—80 % эффективности.
- Цефаклор — 50—60 %.

### Хирургическое лечение
Пункция (прокол) делается с целью удаления из пазухи густого гнойного содержимого и введения антибактериальных препаратов. После прокола в пазуху устанавливают дренажные катетеры, через которые можно делать промывание пазухи ежедневно.
Резекция заднего конца средней раковины — показана в некоторых случаях сфеноидита.
Также при лечении гайморита используется эндоскопическая техника — FESS-хирургия). Это позволяет минимизировать повреждения тканей и сократить срок реабилитации пациента.

## Профилактика
Профилактика синуситов должна быть направлена на лечение основного заболевания (грипп, острый насморк, корь, скарлатина и другие инфекционные заболевания, поражение зубов), устранение предрасполагающих факторов (искривление носовой перегородки, атрезии и синехии в полости носа и др.).